# Jable
Jable (in arabo  جبلة ‎?) è una città della Siria di circa 75.944 abitanti situata a sud di Latakia, capoluogo del distretto omonimo e bagnata dal Mar Mediterraneo.
Vi si trova la tomba del mistico arabo Ibrahim ibn Adham, un sultano che rinunciò al trono per dedicarsi alla preghiera ed alla vita contemplativa per il resto della vita. 
La città ha anche un teatro romano capace un tempo di 7.000 posti.

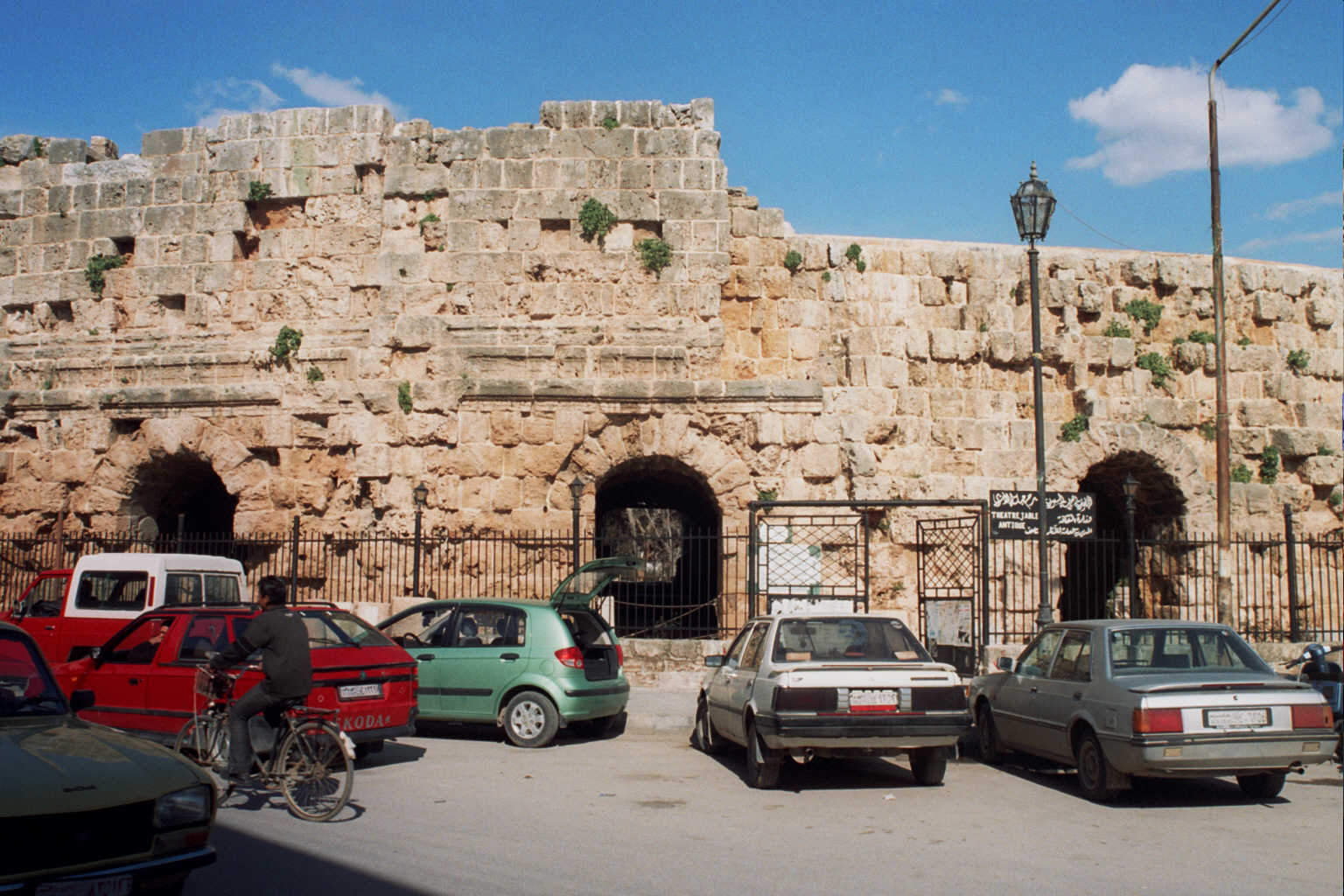
Teatro romano